# Škarić
Škarić je naseljeno mjesto u sastavu općine Bosanski Šamac u Republici Srpskoj u Bosni i Hercegovini.

## Stanovništvo
| Škarić             |               |
| godina popisa      | 1991.         |
| Hrvati             | 1 (0,33 %)    |
| Srbi               | 283 (94,97 %) |
| Muslimani          | 0             |
| Jugoslaveni        | 14 (4,70 %)   |
| ostali i nepoznato | 0             |
| ukupno             | 298           |